# Silogismo hipotético
En lógica, el silogismo hipotético es una forma de argumento válido que consiste en un silogismo con una sentencia condicional para una o ambas de sus premisas. En la lógica proposicional, el silogismo hipotético es una regla de inferencia válida (llamado también argumento cadena, regla de cadena, o el principio de transitividad de la implicación, y a veces abreviado SH).  
El silogismo hipotético se puede escribir formalmente como: 
{\displaystyle {\begin{array}{cl}&P\to Q\\&Q\to R\\\hline \therefore &P\to R\\\end{array}}}
donde la regla es que cada vez que las instancias de «{\displaystyle P\to Q}» y «{\displaystyle Q\to R}» aparecen en las líneas de demostración, «{\displaystyle P\to R}» se puede colocar en una línea posterior. 

Un ejemplo de silogismo hipotético es: 
{\displaystyle P\to Q} Si no me despierto, entonces no voy a ir a trabajar. 
 
{\displaystyle Q\to R} Si no voy a trabajar, entonces no me pagan mi sueldo.
{\displaystyle {\therefore P\to R}} Por lo tanto, si no me despierto, entonces no me van a pagar mi sueldo. 
El silogismo hipotético está estrechamente relacionado al silogismo disyuntivo, ya que también es un tipo de silogismo, y también es el nombre de una regla de inferencia. Las relaciones transitivas son por su parte otro concepto cercano al de silogismo hipotético. 
Es interesante resaltar que el silogismo hipotético es una de las reglas de lógica clásica, que no siempre es aceptado en ciertos sistemas de lógica no clásica.

## Notación formal
La regla de silogismo hipotético puede escribirse en la notación subsiguiente:
{\displaystyle (P\to Q),(Q\to R)\vdash (P\to R)}
donde {\displaystyle \vdash } es un símbolo metalógico que significa que {\displaystyle P\to R} es una consecuencia sintáctica de {\displaystyle P\to Q}, y  {\displaystyle Q\to R} en algún sistema lógico;
y expresado como una tautología verdad-funcional o teorema de la lógica proposicional:
{\displaystyle ((P\to Q)\land (Q\to R))\to (P\to R)}
donde {\displaystyle P}, {\displaystyle Q} y {\displaystyle R} son proposiciones expresadas en algún sistema formal.